# المفوضية الشعبية للشؤون الداخلية
المفوضية الشعبية للشؤون الداخلية وتُعرف أيضا باسم مفوضية الشعب للشؤون الداخلية (بالروسية: Народный комиссариат внутренних дел - نارودني كوميساريات ڤنوترينيخ دِلْ) وتُعرف على مستوى العالم اختصارا باسم (باللاتينية: NKVD، نح:إن كيه ڤي دي وبالسيريلية: НКВД، نح:إن كا ڤى دى) () وهي مؤسسة سوفيتية جمعت بين أنشطتي الشرطة والشرطة السرية عملت على تنفيذ المباشر للإرادة السياسية السوفيتية بما في ذلك القمع السياسي خلال عهد جوزيف ستالين.
ضمت المفوضية الشعبية للشؤون الداخلية هيئات الشرطة النظامية للاتحاد السوفيتي (بما في ذلك شرطة المرور وفرق الإطفاء وحرس الحدود والربائد) غير أنها اشتهرت عالميا بأنشطة الغولاغ والمديرية الرئيسية للأمن القومي (بالروسية: Главное управление государственной безопасности НКВД СССР نح: غلافنوي أوبراڤليني غاسودارستڤينوي بيزوپاسنوستي إن كا ڤى دى إس إس إس إر) والتي أصبحت فيما بعد لجنة الأمن القومي (بالروسية: Комитет государственной безопасности СССР نح: كوميتات غاسودارستڤينوي بيزوپاسنوستي إس إس إس إر) والتي قامت يتنفيذ عمليات إعدام غير قانونية وإدارة نظام الغولاغ والذي شمل معسكرات الأعمال الجبرية علاوة على إجهاض المقاومة الداخلية والتهجير الجماعي لأعراق كاملة وكذلك جماعات الكولاك لأماكن غير مأهولة داخل حدود الدولة، كذلك حراسة الحدود والقيام بأنشطة تجسسية واغتيالات سياسية خارج حدود الاتحاد السوفيتي، كما عمدت إلى التأثير على السياسات الداخلية للدول الأخرى وإرساء مبادئ الستالينية في الحركات الشيوعية في هذه الدول.

## تاريخ الجهاز وهيكلته
بعد ثورة فبراير الروسية عام 1917 ، قامت الحكومة المؤقتة بحل الشرطة القيصرية وأنشئت ميليشيات شعبية، في ثورة اكتوبر اللاحقة عام 1917 ، والاستيلاء على سلطة الدولة من قبل لينين والبلاشفة، الذين قاموا بتأسيس النظام البلشفي الجديد، تحولت وزارة الشؤون الداخلية (MVD) إلى المفوضية الشعبية للشؤون الداخلية (NKVD) يديرها «مفوض الشعب» إلا أن جهاز الجديد (NKVD)، كانت تطغى علية الواجبات الموروثة من الجهاز السابق (MVD)، مثل الإشراف على الحكومات المحلية، وإطفاء الحرائق، وتشكيل ميليشيات شعبية من العمال والفلاحيين يشغلها بروليتاريين يفتقرون للخبرة إلى حد كبير، ادراكاً منهم بعدم وجود قوة لحفظ الأمن قام مجلس مفوضي الشعب لجمهورية روسيا السوفيتية بأنشاء شرطة سياسية سرية سميت بـ تشيكا بقيادة فيليكس دزيرجينسكي الذي اكتسب الحق في إجراء محاكمات سريعة غير قضائية وتنفيذ عمليات اعدام، إذا اعتبر ذلك ضروريا من اجل حماية الثورة الشيوعية الاشتراكية الروسية أعيد تشكيل التشيكا عام 1922 إلى المديرية السياسية للدولة (OGPU)، في عام 1922 تم تأسيس الاتحاد السوفيتي وكانت روسيا الدولة الأكبر في الاتحاد، المديرية السياسية للدولة (OGPU) أصبحت (المديرية السياسية المشتركة للدولة) (GPU)، في حين ضلت المفوضية الشعبية للشؤون الداخلية (NKVD) محتفظة بمهامها في إدارة المليشيات الشعبية ومختلف المسؤوليات الأخرى، في عام 1934 تم دمج جميع المديريات الامنية بجهاز المفوضية (NKVD) حتى عام 1946 ، نتيجة لذلك أصبحت المفوضية الشعبية (NKVD) مسؤولة عن جميع مرافق الاحتجاز (بما في ذلك معسكرات العمل القسري، المعروفة بمعسكرات العمل غولاغ) فضلا عن واجبات الشرطة العادية، وضل الوضع على ما هو علية إلى ان بدأت عملية إعادة تنظيم الجهاز التي قام بها نيكولاي يجوف في خريف عام 1936، إضافة إلى تغيرات أخرى بين عامي 1938- 1939 حيث تم تغيير بنية الجهاز 4 مرات، في 3 فبراير عام 1941 القسم الخاص بمكافحة التجسس العسكري (CI) كان قد انفصل عن جهاز المفوضية (nkvd)أصبح جزءا من الجيش والبحرية، كذلك تم فصل الإدارة الرئيسية لأمن الدولة (GUGB) من جهاز المفوضية واعادة تسميته (مفوضية الشعب لـ امن الدولة) (NKGB) وبعد الغزو الالماني تم دمج هذه الاجهزة مرة أخرى بجهاز المفوضية الشعبية (nkvd)، حتى عام 1943 حيث اعيد فصلهم، في عام 1946 تم تسمية جميع المفوضيات في الاتحاد السوفيتي إلى وزارات فتم إعادة تسمية المفوضية الشعبية للشؤون الداخلية (NKVD) إلى وزارة الشؤون الداخلية (MVD) وتم إعادة تسمية مفوضية امن الدولة إلى وزارة امن الدولة (MGB) وبعد اعتقال بيريا تم تقسيم دوائر الشرطة والأمن في عام 1954 لتصبح:
- وزارة الداخلية (MVD)، المسؤولة عن الميليشيات الإجرامية والمرافق الإصلاحية (معسكرات العمل والاعتقال).
- وزارة امن الدولة (KGB)، المسؤولة عن الشرطة السياسية والاستخبارات، والاستخبارات المضادة، والحماية الشخصية (للقيادة)والعمليات الدولية السرية.[1]

## نشاطات الشرطة السرية
كانت المهمة الرئيسية للشرطة السرية هي حماية امن الدولة السوفيتية وانجزت هذه المهمة بنجاح من خلال القمع السياسي الواسع النطاق بما في ذلك الاغتيالات السياسية المأذون بها وعمليات الخطف والاغتيالات ضمن العمليات الدولية السرية.

### القمع الداخلي وعمليات الإعدام

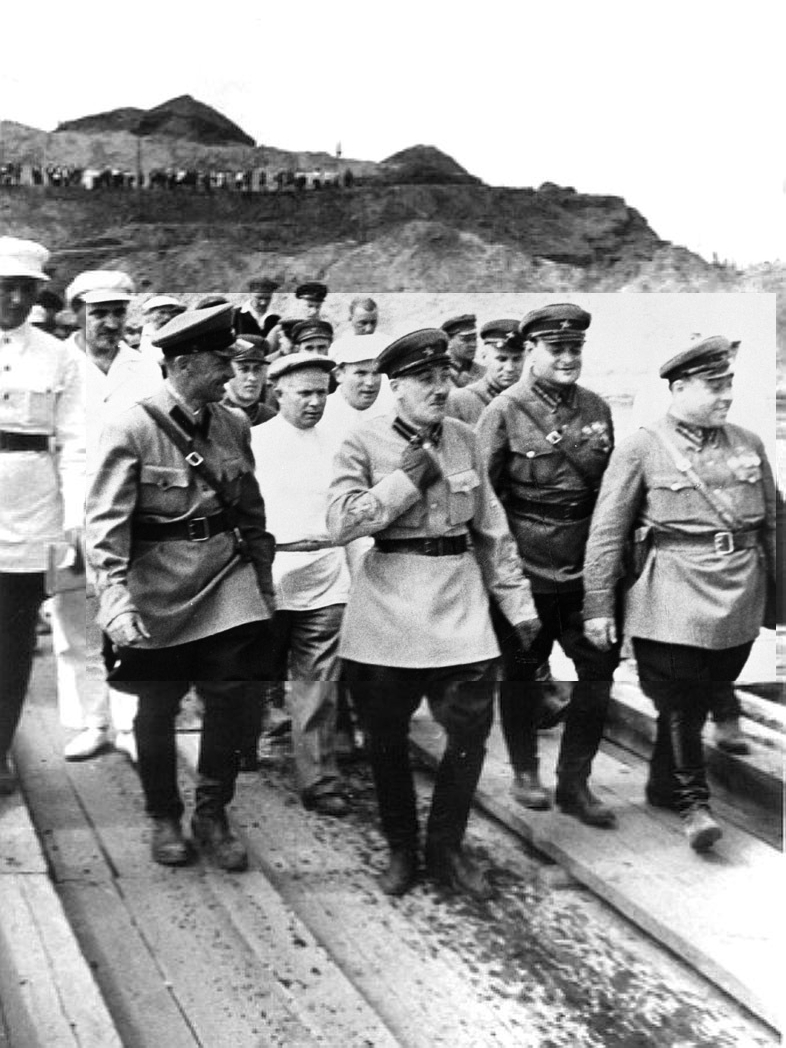
رئيس الشرطة السرية غينريخ ياغودا (في الوسط) يتفقد بناء قناة موسكو-فولغا 1935

لتنفيذ السياسة الداخلية السوفياتية تجاه الأعداء المتصورين للدولة السوفياتية («أعداء الشعب»)، أرسلت جموع لا حصر لها من الناس إلى مخيمات ومعسكرات الاعتقال وأعدم مئات الآلاف على يد الشرطة السرية، رسميا، معظم هؤلاء الناس أدينوا من خلال الترويكا(محاكم عرفية ثلاثية سريعة يرأسها كل من سكرتير الحزب في المنطقة، وممثل عن الادعاء العام وممثل اخرعن وزارة الداخلية وتشرف عليها الشرطة السرية تنطق وتنفذ الاحكام خلال ساعات) معايير الإثبات كانت منخفضة جداً: بلاغ من مخبر مجهول كان يعتبر سببا كافياً للاعتقال، استخدمت الوسائل الجسدية للاعتراف (التعذيب) من خلال مرسوم خاص من الدولة، مما فتح الباب أمام انتهاكات عديدة، موثقة في ذاكرة ضحايا وأعضاء الشرطة السرية انفسهم، تم اكتشاف مئات المقابر الجماعية الناجمة عن هذه العمليات في وقت لاحق في جميع أنحاء البلاد، كانت اللجنة المركزية للحزب الشيوعي تقوم بإصدار قوائم اعتقالات تتضمن صنف المعتقلين مثل (رجال دين، نبلاء سابقين) وعدد المعتقلين مثلاً (300) واسم المنطقة (موسكو، لينينغراد.الخ)، على سبيل المثال (منطقة موسكو مطلوب اعتقال 3000 شخص، منطقة بيلاروسيا مطلوب اعتقال 1000، منطقة كييف مطلوب اعتقال 4000 شخص) وكانت المراكز المحلية للشرطة السرية في المنطقة هي من تنفذ الاعتقالات، كانت اغلب قوائم الاعتقال تنتهي بأصفار مما يعني ان تلك الاعتقالات كانت عشوائية واعتباطية الهدف منها هو اثارة الرعب والذعر ضد كل من يفكر بالتمرد على السلطة من جهة، ورفد معسكرات العمل باليد العاملة من جهة أخرى، بعض قوائم الاعتقال كانت موقعة من ستالين شخصياً، مثل الوثيقة رقم 00447 الصادر في 30 من يوليو/ تموز 1937 من وزارة الداخلية والتي تتضمن اعتقال واعدام 72 الف شخص ، كانت بعض قوائم الإعدام تذهب إلى ستالين ليطلع عليها قبل المصادقة فيقوم بحذف بعض الأسماء حسب مزاجه، في بعض الاحيان كانت موجات الاعتقال تستهدف فئة معينة مثل الحملة ضد المهندسين (محاكمة شاختاي)، محاكمة أعضاء الحزب والنخبة العسكرية عام 1937 (التطهير الاعظم) والحملة ضد العاملين في المجال الطبي في الاعوام 1948-1951 (مؤامرة الاطباء)، عدد من عمليات الشرطة السرية كانت تتضمن معاقبة إثنيات واعراق كاملة مثل العملية البولندية 1939-1941 والتي ادت إلى اعدام 111,091 بولندي على يد الشرطة السرية، وأعيد توطين شعوب وإثنيات كاملة في مناطق معينة قسراً، كان للأجانب الذين يعيشون في الاتحاد السوفياتي اهتمام خاص، عدد من المواطنين الامريكيين اللذين خاب املهم بالاتحاد السوفيتي احتشدوا امام بوابات السفارة الأمريكية للحصول على جوازات سفر أمريكية لمغادرة الاتحاد السوفيتي (جوازات سفرهم الأمريكية الاصلية قد تم اخذها قبل عدة سنوات لأغراض التسجيل) لم تصدر لهم جوازات جديدة، عوضاً عن ذلك قامت الشرطة السرية على الفور باعتقال كل الامريكيين ونقلهم إلى سجن لوبيانكا حيث اعدموا لاحقاً، عمال سيارات فورد الامريكيين في مصنع غوركي للسيارات، كانوا من المشتبه بهم، حيث جرى نقلهم بسيارات فورد صنعوها بأنفسهم إلى لوبيانكا حيث تعرضوا للتعذيب، جميعهم تقريباً اعدموا أو ماتوا في معسكرات العمل ، العديد من القتلى الامريكيين تم دفنهم في مقبرة جماعية في منطقة بوتوفو بالقرب من موسكو، رغم ذلك كان اغلب ضحايا الشرطة السرية هم من السوفييت، كانت الشرطة السرية ذراع الحكومة السوفيتية الشيوعية لاضطهاد وتدمير الاقليات العرقية والمعتقدات الدينية، مثل الكنيسة الأرثوذكسية الروسية والكنيسة الأرثوذكسية الأوكرانية، والكنيسة الكاثوليكية الرومانية، والروم الكاثوليك، والمسلمين، واليهود والمنظمات الدينية الأخرى.

### العمليات الدولية الخطف والاغتيالات

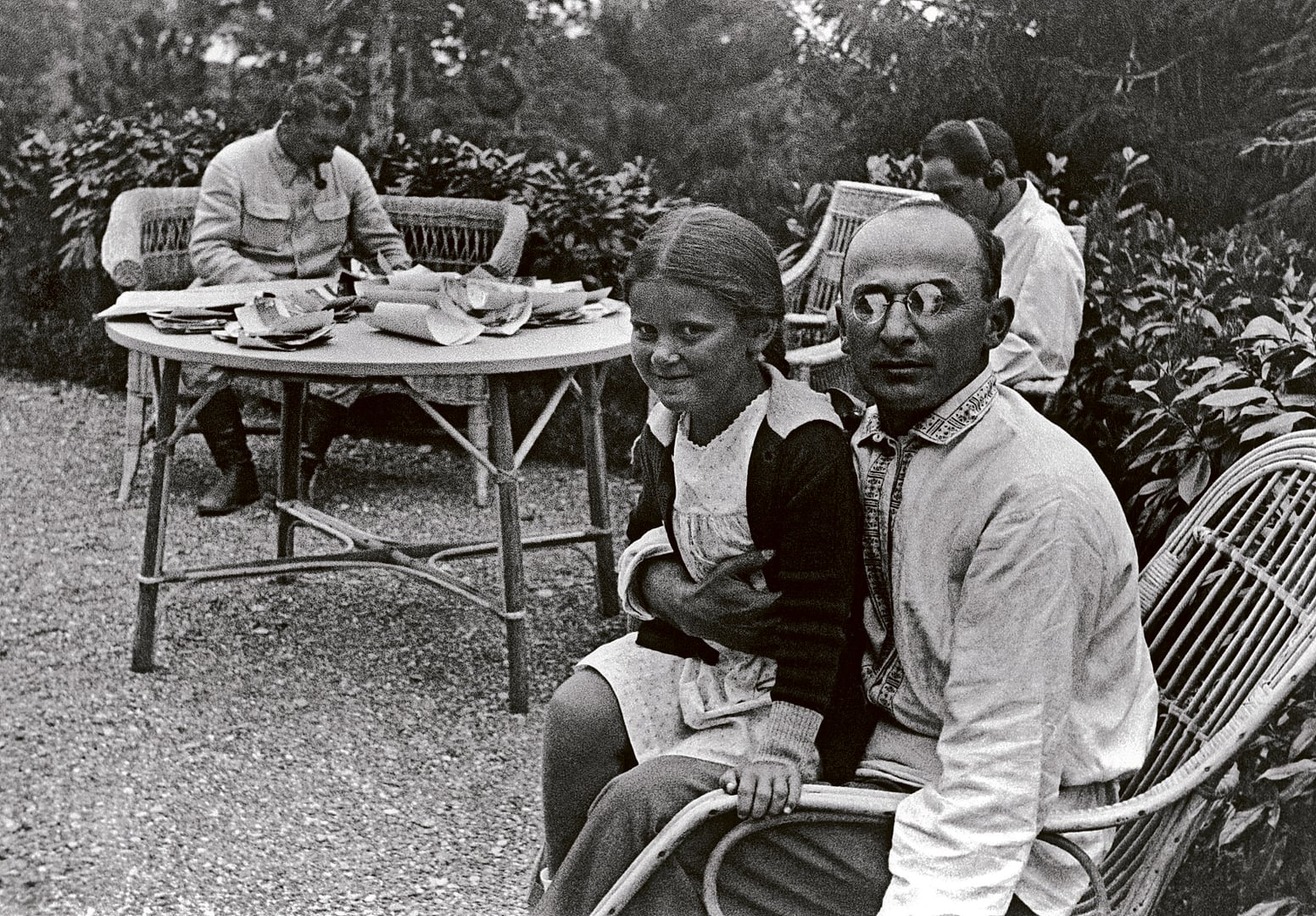
لافرينتي بيريا مع ابنة ستالين سفيتلانا

في الثلاثينيات من القرن الماضي، كانت الشرطة السرية مسؤولة عن الاغتيالات السياسية لمن يعتقد ستالين انهم معارضين له، تم إنشاء شبكات تجسس يرأسها ضباط متعددي اللغات من ذوي الخبرة في الشرطة السرية مثل بافيل سودوبلاتوف وإسحاق أخميروف، أنشئت شبكات تجسس في كل دولة غربية كبرى، بما في ذلك الولايات المتحدة، الشرطة السرية جندت عملاء للتجسس في جميع مناحي الحياة، ومن مختلف الفئات، حيث تم تجنيد المثقفين العاطلين مثل مارك زبورووسكي والارستقراطيين مثل مارثا دود، بالإضافة إلى جمع المعلومات الاستخبارية، وفرت هذه الشبكات المساعدة التنظيمية لما يسمى «العمل القذر»، حيث تم تصفية اعداء الاتحاد السوفيتي أو اختفوا، مخابرات الشرطة السرية ووحدة العمليات الخاصة نظمت الاغتيالات في المهجر للأعداء السياسيين للاتحاد السوفيتي، مثل زعماء الحركات القومية ومسؤولين سابقين من العهد القيصري والخصوم الشخصيين لجوزيف ستالين، وكان من بين ضحايا الاغتيالات المؤكدين رسمياً:
- ليون تروتسكي، عدو سياسي وشخصي لستالين ومن أكثر الناقدين له، اغتيل في المكسيك عام 1940.
- يفهين كونوفاليتس، زعيم قومي اوكراني بارز، كان يحاول إنشاء حركة انفصالية في «أوكرانيا السوفياتية»، اغتيل في روتردام، هولندا.
- يفغيني ميلر، جنرال سابق في الجيش القيصري (الإمبراطورية الروسية)، في الثلاثينات كان مسؤولاً عن تمويل الحركات المناهضة للشيوعية داخل الاتحاد السوفياتي بدعم من الحكومات الأوروبية. اختطف في باريس وأحضر إلى موسكو، حيث استجوب واعدم.
- نوى راميشفيلي، رئيس وزراء جورجيا المستقلة، فر إلى فرنسا بعد استيلاء البلاشفة على السلطة؛ مسؤول عن تمويل وتنسيق المنظمات القومية الجورجية اغتيل في باريس.
- بوريس سافنكوف، ثوري روسي مناهض للإرهاب البلشفي، تم خداعة واستدراجه إلى روسيا حيث قتل عام 1924.
- سيدني رايلي، جاسوس روسي يعمل لصالح المخابرات البريطانية، دخل إلى روسيا عام 1925 حيث القي القبض علية وإعدامه.
- ألكسندر كوتيبوف، جنرال سابق في الجيش القيصري (الإمبراطورية الروسية)، والذي كان نشطاً في تنظيم الجماعات المناهضة للشيوعية بدعم من الحكومتين الفرنسية والبريطانية، اختطف في باريس وقتل عام 1930.

الزعيم الحليف للسوفييت شينغ شيسي في شينجيانغ تلقى مساعدة من الشرطة السرية للقيام بتطهير يتزامن مع «التطهير الاعظم» في عهد ستالين عام 1937، شينغ والسوفييت ادعوا بوجود مؤامرة تروتسكية-فاشية ضخمة لتدمير الاتحاد السوفيتي، الجنرالات ماهوشان، ماشاوو، محمود سين وهوانغ هان تشانغ الزعيم الرسمي لمقاطعة شينجيانغ، كانوا من ضمن المتآمرين المزعومين في المؤامرة، أصبحت منطقة شينجيانغ تحت السيطرة السوفيتية المفترضة وعارض ستالين الحزب الشيوعي الصيني في تلك المنطقة.

### الحرب الاهلية الاسبانية
خلال الحرب الاهلية الاسبانية، عمل وكلاء الشرطة السرية بجانب الحزب الشيوعي الاسباني، وكانوا يسيطرون بشكل كبير على الحكومة الجمهورية، استخدمت المساعدات العسكرية السوفياتية لتعزيز النفوذ السوفيتي، الشرطة السرية أنشأت العديد من السجون السرية المحيطة بالعاصمة مدريد، التي استخدمت لاحتجاز، وتعذيب، وقتل المئات من اعداء الشرطة السرية، في بادئ الامر تم التركيز على القوميين الاسبان والكاثوليك، وفي أواخر عام 1938 تصاعد القمع ليشمل الفوضويون والتروتسكيون والحركات الأخرى، في يونيو 1937 تم القاء القبض على أندريس نين امين حزب العمال التروتسكي الماركسي حيث جرى تعذيبه وقتلة في أحد سجون الشرطة السرية.

### خلال الحرب العالمية الثانية

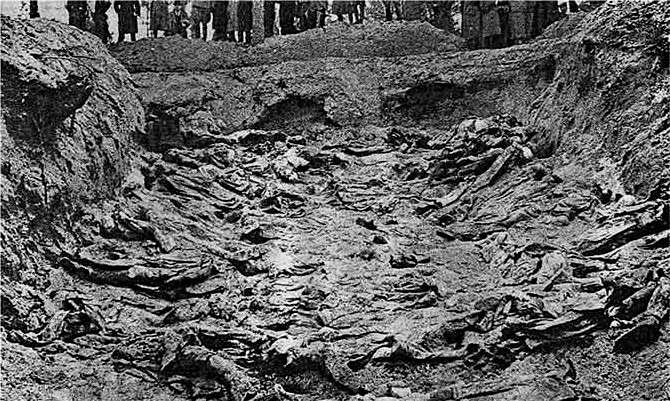
مقبرة جماعية في غابة كاتين

قبل الغزو الألماني، ومن أجل تحقيق أهدافها الخاصة، قامت الشرطة السرية بالتعاون حتى مع منظمات مثل الجستابو الألماني. في آذار/مارس 1940 اجتمع ممثلو الشرطة السرية والجستابو لمدة أسبوع واحد في زاكوباني، لتنسيق وتهدئة الأوضاع في بولندا؛ من جانبها قامت الشرطة السرية، بسليم مئات الشيوعيين النمساويين والألمان المقيمين في الاتحاد السوفيتي إلى الجستابو، حيث نظر السوفييت اليهم كأجانب غير مرغوب فيهم، وتم تسليمهم مع وثائقهم، على الرغم من ذلك، قامت العديد من وحدات الشرطة السرية بمقاتلة الالمان خلال الحرب، مثل الفرقة العاشرة للشرطة السرية والتي حاربت في معركة ستالينغراد، خلال الحرب استخدمت وحدات الشرطة السرية لحفظ الأمن في الخطوط الخلفية ومنع تراجع الجيش، في بعض الاحيان تم إرسال فرق الشرطة السرية إلى الخطوط الامامية لمنع فرار الجنود وفقاً لمرسوم ستالين رقم 270 ومرسوم رقم 277 خلال الاعوام 1941-1942 كانت المراسيم تنص على اطلاق النار ضد كل من ينسحب أو يتخاذل وعلى رفع معنويات الجنود ودفعهم للقتال بالقوة والإكراه، في بداية الحرب تم تشكيل 15 فرقة للشرطة السرية وتوسعت عام 1945 إلى 53 فرقة و 28 كتيبة، شاركت هذه التشكيلات في معركة ستالينغراد وخلال اختراق شبة جزيرة القرم ، بخلاف ال اس اس (الشرطة السرية النازية) لم تكن الشرطة السرية السوفيتية تملك أي وحدات مدرعة أو ميكانيكية لكنها كانت مسلحة بشكل جيد، في الأراضي التي تم احتلالها، نفذت الشرطة السرية اعتقالات جماعية وعمليات ترحيل واعدام شملت المتعاونين مع الالمان وحركات المقاومة غير الشيوعية مثل جيش الوطن البولندي وجيش التمرد الاوكراني الذي يريد انفصال اوكرانيا عن الاتحاد السوفيتي، إضافة إلى جماعات أخرى، كما اعدمت الشرطة السرية عشرات الالاف من السجناء البولنديين خلال الاعوام 1939-1941 كما حدث في مذبحة كاتين، ولدى اندلاع الغزو الالماني للاتحاد السوفيتي قامت الشرطة السرية بنقل واعدام عشرات الالاف من السجناء فيما يعرف بمذبحة المساجين، وخاضت وحدات الشرطة السرية حرب طويلة الامد ضد حركات التمرد في اوكرانيا ودول البلطيق والتي استمرت حتى بداية الخمسينات.

### ما بعد الحرب
بعد وفاة ستالين عام 1953، اوقف الزعيم السوفيتي الجديد نيكيتا خروتشوف عمليات التطهير، من الخمسينات حتى الثمانينات الاف الضحايا تم تأهيلهم قانونياً (تم تبرئتهم واعادة حقوقهم) رفض العديد من الضحايا وأقاربهم التقدم بطلب لإعادة التأهيل من الخوف أو لعدم وجود وثائق، عملية إعادة التأهيل لم تكتمل، حيث ان اغلب القضايا اغلقت لعدم وجود دليل وباللغة القانونية السوفيتية صيغت بالشكل التالي (كانت هناك جريمة لكن للأسف لا يمكننا اثباتها) وهكذا لم يتم تأهيل سوى عدد محدود من الضحايا حيث تم تبرئتهم من جميع التهم الموجهة اليهم، وأدين عدد قليل جداً من افراد الشرطة السرية لانتهاكهم حقوق اشخاص معينين من الناحية القانونية، اولئك الذين نفذوا التطهيرات في الثلاثينيات كانوا قد اعدموا من قبل النظام الستاليني لاحقاً مثل ضحاياهم حيث جرى اعدامهم بلا تحقيقات جنائية شرعية أو قرار من المحاكم، في التسعينات تم ادانة عدد قليل من الوكلاء السابقين في الشرطة السرية ممن يعيشون في دول البلطيق بسبب ارتكابهم جرائم ضد السكان المحليين، في الوقت الحاضر يعيش الاحياء من الافراد السابقين في الشرطة السرية على المعاشات السخية والامتيازات المعمول بها في بلدان رابطة الدول المستقلة حيث لم يحاكموا بأي شكل من الاشكال على الرغم من ان بعضهم قد تم كشفهم وتحديدهم من قبل ضحاياهم.

### الانشطة الاستخباراتية
- إنشاء شبكة تجسس واسعة النطاق من خلال الكومنترن.
- عمليات «الأوركسترا الحمراء» لريتشارد سورج وويللي وليمان، وعملاء اخرين من الذين قدموا معلومات استخبارية قيمة أثناء الحرب العالمية الثانية.
- تنصيب عملاء في وظائف رسمية هامة في المملكة المتحدة في الاربعينيات.
- اختراق أجهزة الاستخبارات البريطانية (أم أي 6) وخدمات مكافحة التجسس (أم أي 5).
- جمع المعلومات المتعلقة بالتصميم المفصل للأسلحة النووية من الولايات المتحدة وبريطانيا.
- تعطيل عدة محاولات لاغتيال ستالين
- نقل العلماء الالمان إلى الاتحاد السوفيتي بعد انتهاء الحرب العالمية الثانية للاستفادة من خبراتهم وعلومهم.
- المساهمة في إنشاء جمهورية الصين الشعبية وبولندا وارساء مبادئ الستالينية في تلك الدول والمساهمة في تأسيس الاحزاب الشيوعية مع تقديم الدعم والتدريب لها خلال الحرب العالمية الثانية، أول رئيس لبولندا بعد الحرب بوليسلاف بيروت كان وكيل سابق في الشرطة السرية

### المساهمة في بناء الاقتصاد السوفيتي
اسهمت معسكرات العمل (الغولاغ) مساهمة ملحوظة في الاقتصاد السوفيتي وكانت تنمية المناطق النائية واستيطان سيبيريا والشمال والشرق الاقصى، كان من بين الاهداف المعلنة في القوانين المبكرة المتعلقة بمعسكرات العمل السوفيتية، التعدين واعمال البناء (سكك الحديد، القنوات، السدود، والمصانع) قطع الاشجار ووظائف أخرى كانت جزء من الاقتصاد السوفيتي المخطط، والشرطة السرية كان لها خطط اقتصادية خاصة بها، حيث كان مسؤولي المعسكرات يتنافسون فيما بينهم على الانتاجية وانجاز المهام، وكان الجزء الأكثر غرابة من إنجازات الشرطة السرية دورها في تطور العلم والأسلحة السوفياتية، حيث تم وضع العديد من العلماء والمهندسين الذين اعتقلوا لجرائم سياسية في سجون خاصة، مريحة أكثر بكثير من معسكرات الاعتقال، المعروفة اختصاراً باسم (شاراشكاس)، واستمر هؤلاء السجناء عملهم في هذه السجون، عندما أفرج عنهم في وقت لاحق، أصبح بعض منهم قادة العالم في مجال العلم والتكنولوجيا، من بينهم سيرجي كوروليف المصمم الرئيسي لبرنامج الصواريخ السوفياتية، ومسؤول أول بعثة فضائية عام 1961، وأندريه توبوليف، مصمم طائرة توبوليف الشهيرة، ألكسندر سولجنيستين كان أيضا نزيل في شاراشكا، وذكر تجربته هناك في روايته «الدائرة الأولى»، بعد الحرب العالمية الثانية، قامت الشرطة السرية بتنسيق العمل فيما يخص الاسلحة النووية السوفيتية، تحت اشراف الجنرال بافل سودوبلاتوف ولافرينتي بيريا، العلماء لم يكونوا سجناء لكن المشروع كان تحت اشراف الشرطة السرية لأهميته البالغة وسريته، استخدم المشروع المعلومات التي سرقتها الشرطة السرية من الولايات المتحدة.

## قادة الجهاز
- غينريخ ياغودا (1934–36) تم إعدامه عام 1938
- نيكولاي يجوف (1936–38) تم إعدامه عام 1940
- لافرينتي بيريا (1938–45) تم إعدامه عام 1953
- ماتفي بيرمان مسؤول معسكرات الغولاغ في الشرطة السرية، تم إعدامه عام 1939
- فاسيلي بلوخين أشهر جلاد في الشرطة السرية، اصيب بالجنون وانتحر عام 1955

## طالع ايضاً
- تشيكا
- كي جي بي
- مجزرة كاتين
- مذابح سجناء المفوضية الشعبية للشؤون الداخلية
- التطهير الاعظم
- غولاغ